# Морими, Томихико
Томихико Морими (яп. 森見 登美彦 Морими Томихико, родился 6 января 1979) — современный японский писатель
.
Морими родился в городе Икома в префектуре Нара. Место действия многих его книг — Киото, где Морими окончил университет, писатель имеет вторую степень по сельскому хозяйству. В университете Морими состоял в стрелковом клубе, для которого начал писать юмористические рассказы.
Морими дебютировал в 2003 году, его первая книга «Башня солнца» получила премию Japan Fantasy Novel Award. В 2010 году повесть «Пингвинья тропа» получила 31-й Гран-при японской научной фантастики (яп. 日本SF大賞 Нихон эсу эфу тайсё:) и была номинирована на премию Сэйун. До 2011 года Морими работал в Национальной парламентской библиотеке в Токио, после чего переехал в Нару и посвятил себя писательству.
По словам Морими, на него большое влияние оказали фильмы Хаяо Миядзаки и Мамору Осии, а некоторые из сцен «Пингвиньей тропы» были написаны под впечатлением от «Соляриса» Станислава Лема.
Из его работ были экранизированы The Tatami Galaxy (аниме-сериал, 2010), Uchouten Kazoku (аниме-сериал, 2013 и 2017), The Night Is Short, Walk on Girl (аниме-фильм, 2017) и «Пингвинья тропа» (аниме-фильм, 2018, на русском языке вышел под названием «Тайная жизнь пингвинов»).
В 2019 году две его книги были переведены на английский язык. На русском языке книги писателя издаёт издательство «Истари комикс».